# Déclassements de 1972

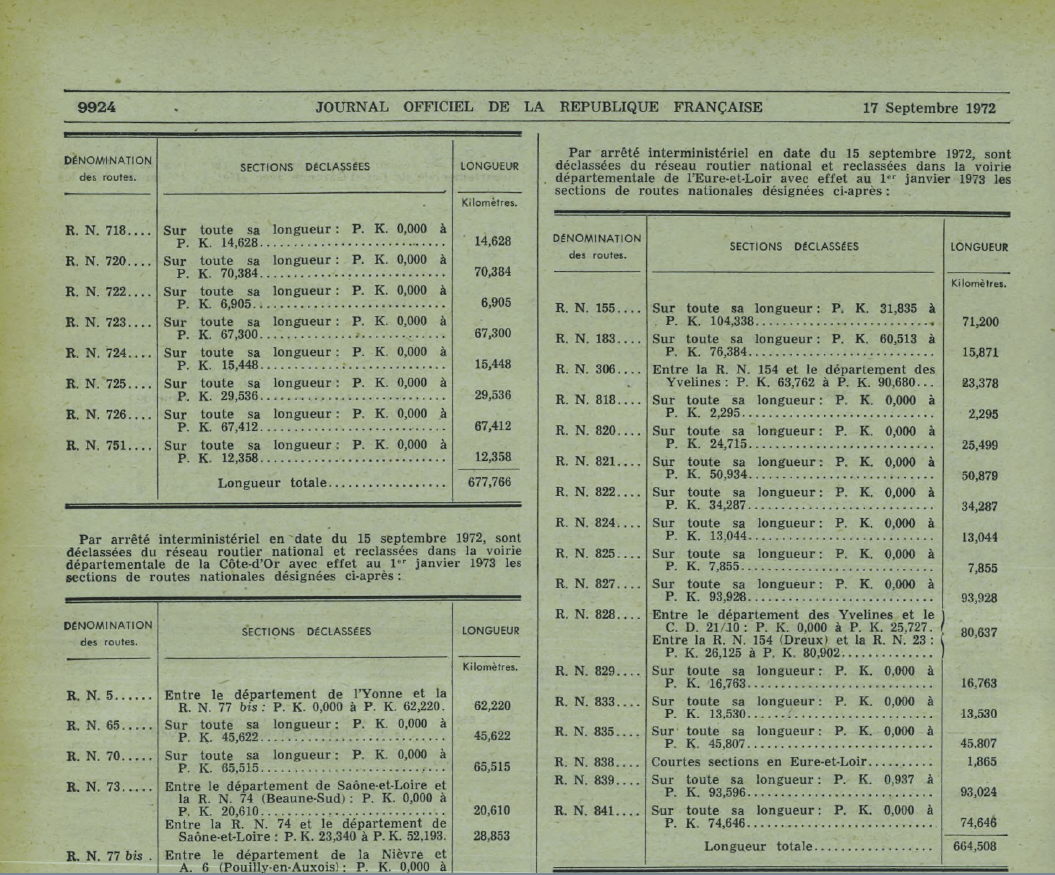
Exemple d'arrêté du 15 septembre 1972 p. 9924 déclassements routes nationales en Eure-et-Loir

Les déclassements de 1972 sont une série de réformes du réseau routier national français intervenues entre 1972 et 1974.
Ils sont prévus par la loi de finances pour l’année 1972, dont l’article 66 fixe le scénario de 55 000 km de voirie nationale secondaire, représentant plus des trois quarts du réseau.